# 다비드 시망
다비드 마르틴스 시망(David Martins Simão, 1990년 5월 15일, 베르사유 ~)는 프랑스 태생의 포르투갈 축구선수로, 현재 프리메이라리가의 FC 아로카에서 미드필더로 활약하고 있다.

## 클럽 경력
프랑스, 베르사유 태생으로, 시망은 프로 계약 이전 대부분을 SL 벤피카의 유소년 팀에서 지냈다. 그는 9세가 되기 이전에 그루푸 인스트루상 무시칼 데스포르티바 아보부다 (Grupo Instrução Musical Desportiva Abóboda)에서 축구를 하였다.
2008년 1월 19일, 그는 CD 페이렌세와의 포르투갈 컵 경기를 앞두고, 호세 안토니오 카마초 감독에 의해 1군으로 승격되었다. 이 시즌에는 벤피카가 탈락한 헤타페 CF와의 UEFA 컵 16강전에도 호출되었다.
시망은 CD 파티마 소속으로 프로 데뷔전을 치루었다. 그는 2009-10 시즌 CD 산타클라라와의 2부리그 1라운드 경기에 처음 출전하였고, 팀은 0-1로 패하였다. 2009년 9월 26일, 그는 질 비센테 FC를 상대로 프로 경력 첫골을 기록하였다.
2010년 6월 17일, 시망은 FC 파수스 드 페헤이라로 또다시 임대되었다. 그는 이 팀 소속으로 8월 14일에 데뷔전을 치루었고, 팀은 스포르팅 CP를 상대로 한 홈경기에서 1-0 승리를 챙겼다.

## 사생활
다비드의 형 브루노 또한 축구선수로, 그는 수비수로 활약한다.